# Anna Kaiser
Anna Kaiser (1885-1942) est une artiste peintre lorraine.

## Biographie
Anna Kaiser naît à Metz pendant la première annexion allemande, le 1er février 1885. Issue d'une famille modeste, Anna Kaiser exerce différents métiers avant de se lancer dans la peinture. Vers 1916, elle devient l'élève de Kraus à Metz, s'inscrit aux Beaux-Arts à Strasbourg, avant de travailler avec Emile Grub. Pratiquant également la linogravure, Anna Kaiser affectionne particulièrement les paysages lorrains. 
Anna Kaiser s'éteignit à Metz pendant la seconde annexion, le 28 avril 1942.